# Ora „H”
Ora “H” este un film românesc din 1956 regizat de Sinișa Ivetici și Andrei Blaier, prima dată când cei doi au regizat împreună. Rolurile principale au fost interpretate de actorii Doru Căpraru, Mircia Dumitrescu, Constantin Vaeni.

## Prezentare
Filmul este o adaptare după nuvela Muzicuța cu schimbător de Nicuță Tănase.  Dinu este un puști obișnuit, care află din întâmplare că tatăl său plănuiește cu un individ dubios, Sterică, să fure cherestea.  Dinu fuge de acasă și, ajutat de prietenii săi — Chiru, Rădulescu, Ofelia și Oprinescu, pune la cale un plan de împiedicare a furtului.

## Distribuție
Distribuția filmului este alcătuită din:
- Stere Niculescu — Cantonierul
- Mircia Dumitrescu — Chivu
- Sinișa Ivetici — Tatăl lui Dinu
- Doru Căpraru — Dinu Ion
- Constantin Mangalia — Culai
- Paul Bobonete — Oprinescu
- Silvia Popovici — Profesoara
- Antoaneta Glodeanu — Mama lui Dinu
- George Ferra — Sterică
- Nicos Macris — Nea Nicu Grecu'
- Niculina Oprișiu — Ofelia
- Constantin Vaeni — Rădulescu